# Nodaria unicolor
Nodaria unicolor är en fjärilsart som beskrevs av Alfred Ernest Wileman och South 1917. Nodaria unicolor ingår i släktet Nodaria och familjen nattflyn. Inga underarter finns listade i Catalogue of Life.